# Oh... Rosalinda!!
Oh... Rosalinda!! è un film del 1955 diretto da Michael Powell e Emeric Pressburger.
Adattamento dell'operetta Die Fledermaus, la storia del film è spostata negli anni del dopoguerra, in una Vienna divisa dall'occupazione alleata. Mentre nell'originale Pipistrello la trama si snoda tra appartenenti all'alta borghesia e nobili del finis Austriae, pronti a fare carte false per poter partecipare all'ambìto ricevimento del principe Orlovsky, nel film il personaggio del principe viene trasformato in quello di un generale sovietico mentre gli altri protagonisti vestono i panni di americani, inglesi e francesi, oltre naturalmente, a qualche austriaco.
I ruoli dei protagonisti vennero affidati ad attori che, per le parti cantante, sono tutti doppiati tranne il personaggio di Adele, la cameriera di casa Eisenstein, che fu interpretata dal soprano Anneliese Rothenberger.

## Trama
Nella Vienna occupata del secondo dopoguerra, il dottor Falke, per vendicarsi di uno scherzo subìto, architetta un tiro contro il colonnello francese Eisenstein. Questi dovrebbe presentarsi al carcere militare per scontare una punizione ma viene convinto da Falke a partecipare prima a un ballo mascherato organizzato dai russi. La moglie di Eisenstein, Rosalinda, sola in camera, riceve la visita di un suo antico ammiratore, il capitano statunitense Alfred Westerman che approfitta dell'assenza del marito di lei per mettersi a corteggiarla. Quando in casa si presenta una pattuglia che dovrebbe scortare Eisenstein in carcere, Rosalinda, imbarazzata, lascia credere che l'uomo che si trova con lei sia il marito. Così Alfred viene tradotto in galera al posto del vero Eisenstein.
Rosalinda, allora, si prepara a recarsi al ballo, ignara che vi troverà il proprio marito. Un'altra che decide di partecipare alla festa è la cameriera Adele che, al ballo, indossa uno dei vestiti della padrona e si fa passare per attrice. In un giro di equivoci, Eisenstein finirà per corteggiare la propria moglie, senza riconoscerla perché mascherata, e cercando di sedurla con il suo orologio dal veloce ticchettio, che batte all'unisono con il suo cuore "innamorato".
Il giorno dopo, presentatosi finalmente in prigione, Eisenstein trova con stupore un altro al suo posto: scopre così l'avventura di Rosalinda e, infuriato, quando la rivede, la accusa. Ma, Rosalinda ha buon gioco nel difendersi quando fa vedere al marito l'orologio che lei gli ha abilmente sottratto la sera precedente, esibendolo come un pegno d'amore che lui ha offerto a una perfetta sconosciuta senza sapere che quella era sua moglie.

## Produzione
Il film fu prodotto dalla The Archers e dalla Associated British Picture Corporation (ABPC).
Le coreografie sono firmate da Alfred Rodriguez.

## Distribuzione
Distribuito dall'Associated British-Pathé, il film venne presentato a Londra il 21 novembre 1955.